# Minitonas-Bowsman
Minitonas-Bowsman es un municipio canadiense situado en la provincia de Manitoba.

## Superficie
Minitonas-Bowsman tiene una superficie de 1199,17 km².

## Demografía
En 2021, tenía 1587 habitantes, una densidad poblacional de 1,3 hab./km², y 758 viviendas.